# Liberalismo y jacobinismo
Liberalismo y jacobinismo es un opúsculo publicado en 1906 por el escritor y político uruguayo José Enrique Rodó.
En 1906, el doctor Eugenio Lagarmilla había presentado a la Comisión Nacional de Caridad una moción en la que se solicitaba el retiro de emblemas de cualquier religión en las casas dependientes de dicha Comisión. La medida propuesta fue aceptada, y esto se tradujo prácticamente en el retiro de los crucifijos de las salas de hospitales. La sociedad montevideana se conmovió. Rodó dirigió entonces una carta a su amigo Juan Antonio Zubillaga, director del diario La Razón, en la que cuestionaba esta medida, calificándola de “jacobinismo”; el 5 de julio, el diario publicó dicha carta. Pocos días después, el doctor Pedro Díaz pronunciaba una conferencia sobre el debatido tema y replicaba los conceptos vertidos en dicha carta. Contra su costumbre, Rodó no permaneció callado, y en una serie de artículos expuso sus «Contrarréplicas»: con ellas compuso luego su librillo Liberalismo y jacobinismo. En sus artículos no solo refutaba Rodó a su ocasional contendor, sino que también desarrollaba con entera amplitud el tema de la verdadera significación de la figura de Cristo. La repercusión de la polémica en los medios intelectuales, religiosos y hasta políticos fue grande.